# Halowe Mistrzostwa Europy w Lekkoatletyce 1983 – bieg na 800 m kobiet
Bieg na 800 metrów kobiet – jedna z konkurencji biegowych rozgrywanych podczas halowych lekkoatletycznych mistrzostw Europy w Sportscsarnok w Budapeszcie. Eliminacje zostały rozegrane 5 marca, a bieg finałowy 6 marca 1983. Zwyciężyła reprezentantka Związku Radzieckiego Swietłana Kitowa. Tytułu zdobytego na poprzednich mistrzostwach nie obroniła Doina Melinte z Rumunii, która tym razem zajęła 4. miejsce.

## Rezultaty

### Eliminacje
Rozegrano 2 biegi eliminacyjne, do których przystąpiło 7 biegaczek. Awans do finału dawało zajęcie jednego z pierwszych dwóch miejsc w swoim biegu (Q). Skład finału uzupełniły dwie zawodniczki z najlepszym czasem wśród przegranych (q).
Opracowano na podstawie materiału źródłowego.
Bieg 1
| Miejsce | Zawodniczka      | Czas    | Uwagi |
| ------- | ---------------- | ------- | ----- |
| 1       | Swietłana Kitowa | 2:02,93 | Q     |
| 2       | Ines Vogelgesang | 2:03,25 | Q     |
| 3       | Teena Colebrook  | 2:03,89 |       |

Bieg 2
| Miejsce | Zawodniczka        | Czas    | Uwagi |
| ------- | ------------------ | ------- | ----- |
| 1       | Olga Simakowa      | 2:03,31 | Q     |
| 2       | Jane Finch         | 2:03,32 | Q     |
| 3       | Zuzana Moravčíková | 2:03,33 | q     |
| 4       | Doina Melinte      | 2:03,33 | q     |

### Finał
Opracowano na podstawie materiału źródłowego.
| Miejsce | Zawodniczka        | Czas    |
| ------- | ------------------ | ------- |
| 1       | Swietłana Kitowa   | 2:01,28 |
| 2       | Zuzana Moravčíková | 2:01,66 |
| 3       | Olga Simakowa      | 2:02,25 |
| 4       | Doina Melinte      | 2:02,70 |
| 5       | Ines Vogelgesang   | 2:03,11 |
| 6       | Jane Finch         | 2:03,21 |